# Bolesław Sawrymowicz
Bolesław Sawrymowicz (ur. 7 września 1836, zm. 23 stycznia 1905 w Irkucku) – polski inżynier komunikacji, budowniczy linii kolejowych w Rosji.

## Życiorys
Urodził się w polskiej rodzinie ziemiańskiej w gub. kowieńskiej. W latach 1858–1859 studiował na uniwersytecie w Dorpacie. Studiów nie ukończył, W 1860 wstąpił w armii rosyjskiej, od 1862 w 7 pułku dragonów. Ukończył konstantynowską szkołę wojskową artylerii w Petersburgu (1864) W latach 1864–1867 kierował 1 brygadą wojsk inżynieryjnych przy budowie linii kolejowych w rejonie Noworosyjska. Po zwolnieniu z wojska w stopniu kapitana w 1867 studiował i ukończył Instytut Inżynierów Komunikacji w Petersburgu (1873).
Potem pracował przy budowie jako inżynier w latach 1873–1876 kolei Morszańsk-Syzrań (Моршано-Сызранская железная дорога), jako główny inżynier w latach 1876–1877 kolei Ugłowka-Borowicze (Боровичская железная дорога), a potem w latach 1877–1879 kolei Murom-Kowrow (Муромская железная дорога), Krzywy Róg-Jekaterynosław (Екатерининская железная дорога), w latach 1881–1884 kolei Samara-Ufa (Самаро-Златоустовская железная дорога), w latach kolei 1885-1898 Samara-Orenburg (Оренбургская железная дорога). Potem w latach 1898–1892 był naczelnikiem linii kolejowej Ufa – Złatoust.
Od 1893 r. został kierownikiem wydziału technicznego Dyrekcji Budowy Kolei Syberyjskiej, a następnie naczelnikiem Kolei Amurskiej (1894-1899). Realizator ostatniego odcinka Kolei Transsyberyjskiej. W latach 1899–1905 był autorem projektu i naczelnikiem budowy tzw. Kolei Krugobajkalskiej (od Irkucka, wzdłuż brzegu Bajkału, do stacji Mysowaja – długości ponad 240 km). Linia kolejowa wijąca się nad brzegiem jeziora stanowi wybitne osiągnięcie w zakresie budownictwa kolejowego. W końcowym okresie budowy został dotknięty ślepotą.

### Odznaczony
- Order Świętego Stanisława III stopnia (1883)[1]
- Order św. Anny III stopnia (1884)[1]